# مسجد گروزنی
مسجد جامع گروزنی یا مسجد احمد قدیروف یکی از مساجد زیبای روسیه و معروف به قلب چچن است. اساس مسجد گروزنی الهام گرفته از مسجد سلطان احمد یا مسجد کبود در استانبول است. نمای معبد مسلمانان پایتخت چچن از سنگ مرمر سفید است که از جزیره کوش آداسی ترکیه واقع در دریای مرمره به اینجا حمل شده است.
رئیس‌جمهور روسیه در سفر کم‌سابقه به چچن در ۲۱ آگوست ۲۰۲۴ از مسجد جامع گروزنی بازدید کرد.
ولادیمیر پوتین در این بازدید یک نسخه از قرآن کریم را که با طلا تزئین شده، به این مسجد که اخیرا در گروزنی ساخته شده هدیه داد.

## معرفی

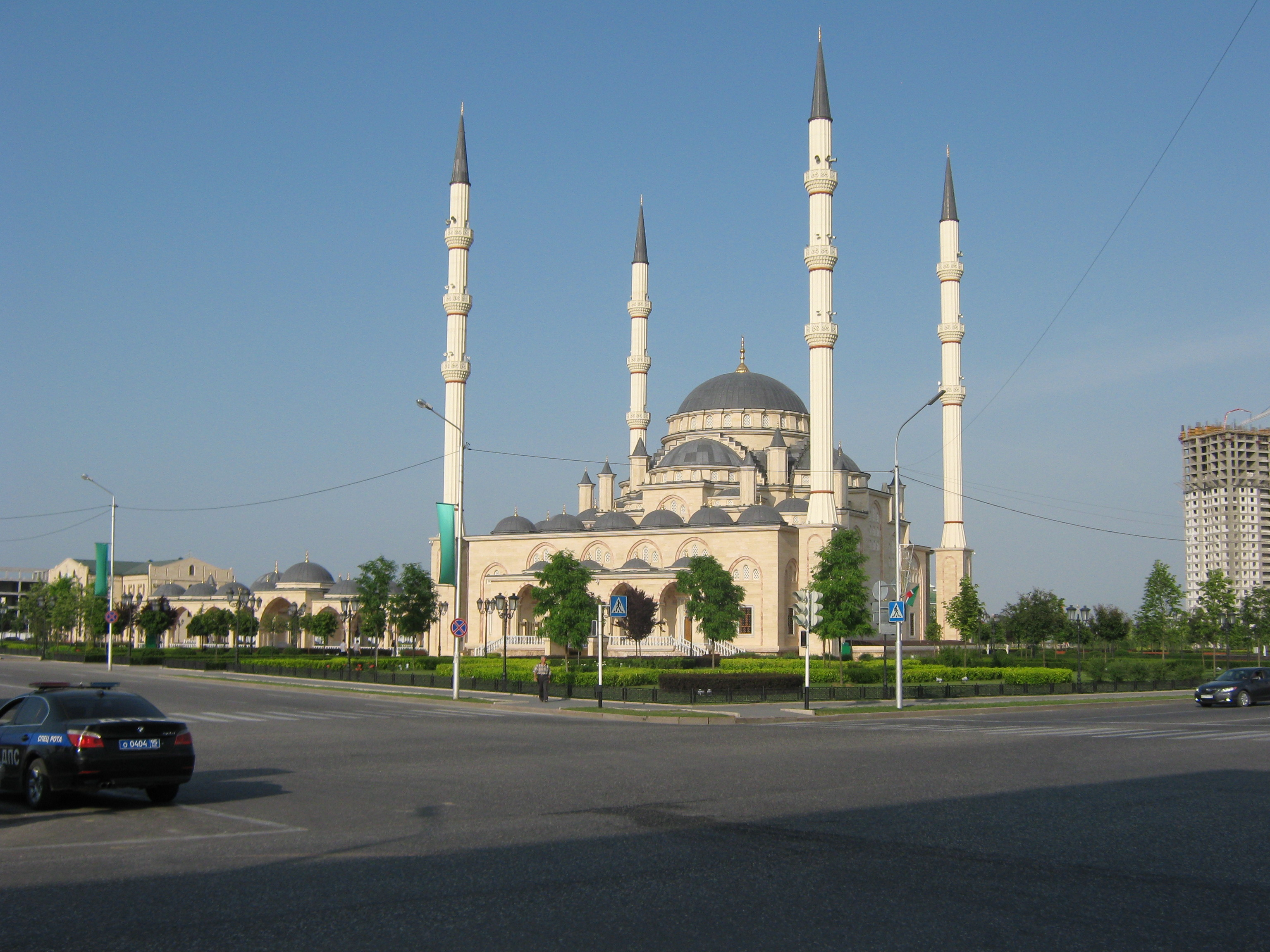
نمایی از مسجد جامع گروزنی

نام این مسجد را رمضان قدیروف، رئیس جمهور چچن انتخاب کرد هنگام کلنگ زنی آن ولادیمیر پوتین، دمیتری مدودف و دیگر مقامات عالی رتبه ی روسیه حضور داشتند.
در سال های ۹۰ قرن گذشته، احمد قدیروف پدر رئیس جمهور فعلی و مفتی آن وقت چچن، با خلیل اورون، شهردار شهرستان قونیه ی ترکیه، توافق کردند تا در مرکز گروزنی مسجدی احداث شود.
مساحت مفید این مسجد ۵۰۰۰ متر مربع و طول مناره های آن ۶۲ متر است. کل مساحت مرکز اسلامی به ۱۴ هکتار می رسد.

## معماری

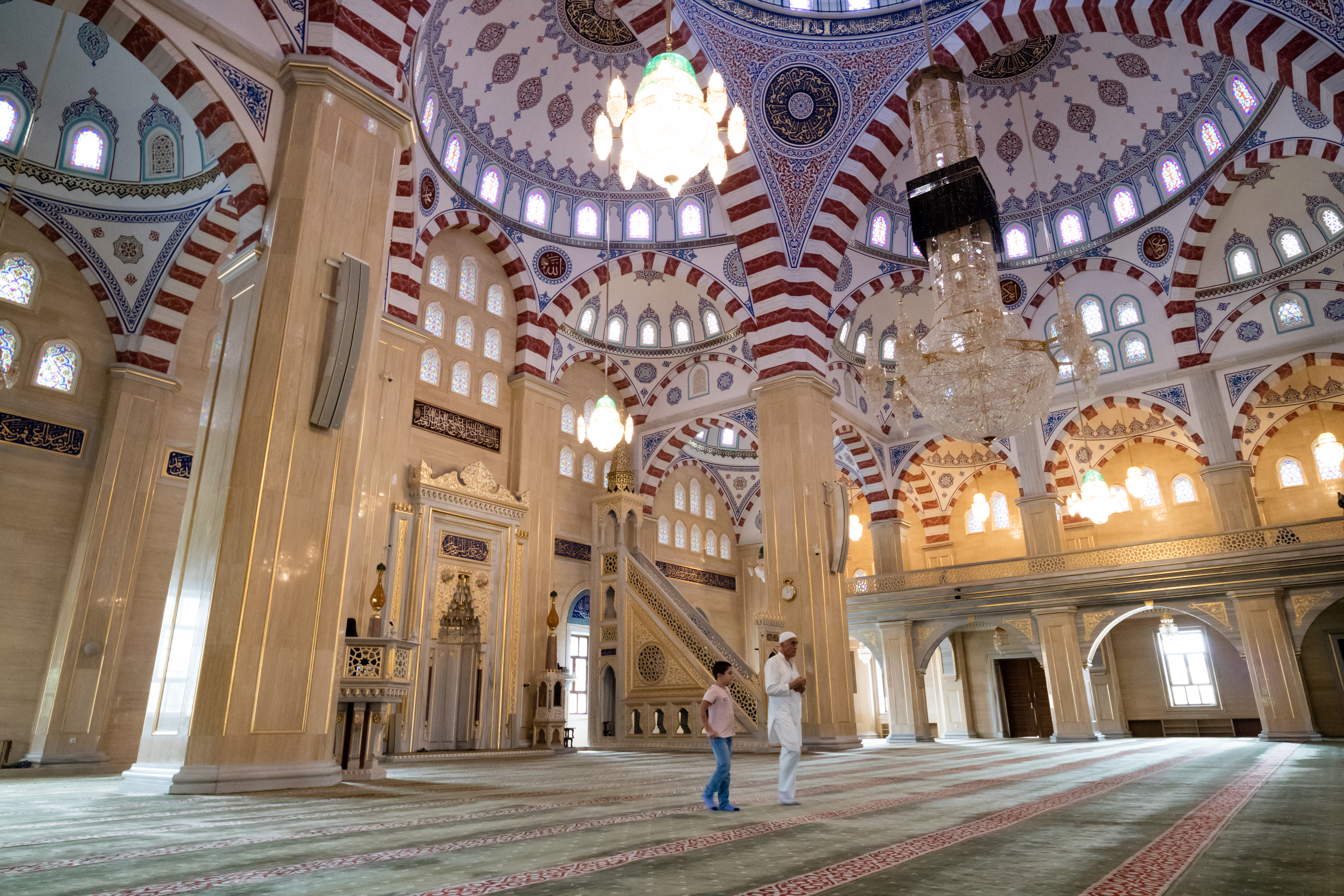
نمای داخلی مسجد احمد قدیروف با تزئینات فراوان. نمای بالا سمت راست: بزرگترین لوستر، با تصویری از کریستال های سواروسکی سیاه (متضاد با شفاف)، از کعبه

نقش های این مسجد توسط استادانی از ترکیه کشیده شده است.
برای آبکاری نقوش، و نوشته های قرآنی، از طلای عیار بالا، استفاده شده است.
لوستر های مسجد ۳۶ عدد است. شکل آنها شبیه به سه زیارتگاه جهان اسلام است: ۲۷ تای آنها یادآور مسجد قبه الصخره یا گنبد صخره در اورشلیم، ۸ تا از آنها به شکل مسجد النبی در مدینه و آخری با طول ۸ متر یادآور خانه ی خدا در مکه است.
در ساخت این مسجد از چندین تن برنز، ۲٫۵ کیلوگرم طلا و بیش از ۱ میلیون قطعه استفاده شده است.
بر روی تاج گنبد اصلی مسجد، آیه ۱۱۲ از سوره ی «اخلاص» نوشته شده است.